# Aeroplane Jelly
Aeroplane Jelly är ett dessertgelémärke i Australien som skapades av Bert Appleroth. Hans företag Traders Pty Ltd. blev en av Australiens största familjestyrda mattillverkare och såldes till McCormick & Companys filial i Australien 1995. Gelén är marknadsledare på den australiska gelémarknaden, och säljer över 10 miljoner förpackningar varje år. Jordgubbssmak är den bästsäljande.
Aeroplane Jelly drev en framgångsrik reklamkampanj som innehöll en jingel som har blivit en del av den australiska kulturen. Det är en av Australiens längst drivna jinglar, och spelades på radion över 100 gånger om dagen under 1940-talet. Jingeln lades till bland National Film and Sound Archives "Sounds of Australia" i juni 2008.

## Historia
Adolphus Herbert Frederick Norman Appleroth, känd som Bert Appleroth, var en spårvägskonduktör som skapade gelékristaller i sitt badkar genom att använda gelatin och socker. Han sålde dessa gelékristaller från dörr till dörr, och använde sin spårvägslinje för att ta sig runt Sydney. 1917 hyrde han lokaler som han kunde tillverka sin gelé i, och skapade sedan ett företag med Albert Francis Lenertz år 1926 som hette Traders Ltd. Flygplan ansågs nya och spännande på den tiden, så Appleroth gav märket namnet Aeroplane Jelly. Appleroth använde ett Tiger Moth-plan för att leverera till lantliga områden 1934, och hans publicitetsjippon och Aeroplane Jellys reklamkampanjer gjorde gelén till en nationell ikon.
Appleroths företag, Traders Pty Ltd., drevs av hans son, Bert II, därpå Bert III, vartefter ägarskapet gick vidare till Bert III:s fru Val när han dog 1985. Enligt Traders verkställande direktör, Hugh Knox, var familjen Appleroth bekanta med en före detta verkställande direktör i McCormick & Company, vilket gjorde förhandlingar möjliga mellan de båda. Aeroplane Jelly såldes till det USA-baserade McCormic & Companys australiska filial 1995.
Den första fabriken som tillverkade gelén låg i Paddington, New South Wales, en förort till Sydney. Gelén tillverkades därefter i förorten West Ryde i 33 år. 2006 flyttade McCormick Foods produktionen av gelén till Melbourneförorten Clayton, Victoria, för att centralisera dess tillverkning i Victoria.

## Marknadsföring
Aeroplane Jellys jingel komponerades av Albert Francis Lenertz (1891-1943), Appleroths företagspartner. Jingeln var en omarbetning av Lenertz tidigare politiska jingel som var en hyllning till Australiens premiärminister William Morris Hughes. En mindre kontrovers inträffade i Sydney Morning Herald år 1988 beträffande sångens författarskap, med påståenden gjorda till förmån för vådevillskådespelerskan Peggy Thorne, pianist i Musician's Lodge i Les Woods, och nyzeeländaren Bill White.

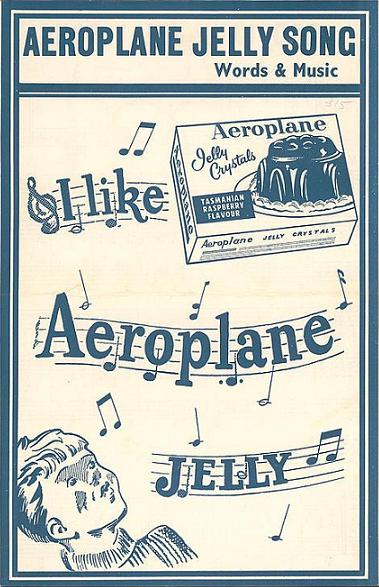
Omslaget till Aeroplane Jelly med notblad och texter

Jingeln sjöngs först under 1930-talets början på Goodie Reeves radioprogram av den tre år gamla Jennifer Paykel. Då reklamen sändes live, togs Paykel till studion två eller tre gånger i veckan för att sjunga jingeln. Paykels mamma förnyade inte dotterns kontrakt då, enligt Paykel, "Shirley Temple var den stora modeflugan, och min moder var förskräckt över att jag skulle kunna bli en publik figur som henne". Aeroplane Jelly höll en talangjakt i Sydney för att hitta en ny sångare, och tävlingen vanns av den fem år gamla Joy King. King spelade in jingeln 1937 med texten nedan, vilken blev den mest kända versionen.

I like Aeroplane Jelly, Aeroplane Jelly for me.

I like it for dinner, I like it for tea,

A little each day is a good recipe!

The quality's high, as the name will imply,

It's made from pure fruit - one more good reason why

I like Aeroplane Jelly, Aeroplane Jelly for me!

Jag gillar Aeroplane Jelly, Aeroplane Jelly till mig.

jag gillar det till middagen, jag gillar det till te,

lite varje dag är ett bra recept!

Kvaliteten är hög, som namnet antyder,

den görs på äkta frukt - ytterligare en bra anledning till

att jag gillar Aeroplane Jelly, Aeroplane Jelly till mig!

En finalist i samma tävling var den sju år gamla Tommy Dawes, som Appleroth valde att bli den visslande pojken på framsidan av gelépaketen och på marknadsföringen. Enligt Dawes fick han som finalist 10 guinea och en pennhållare i onyx, men ingen annan kompensation för användandet av bilden på honom eller hans inspelade version av jingeln. Dawes sade, "Det var absolut fantastiskt; jag älskade att se bilden på mig och sjungandes sången och alla mina vänner var väldigt imponerade... Jag har aldrig velat ha några pengar för det... Jag gillar bara att säga till alla att jag är Aeroplane Jelly-pojken."
1966 spelades jingeln in på grekiska, italienska, ryska och serbokroatiska, och blev en av Australiens första marknadsföringskampanjer att nå till alla etniska grupper. Olika versioner har spelats in av The Andrews Sisters och Victor Borge. På dess höjd under 1940-talet spelades jingeln över 100 gånger om dagen på radiostationer, och är en av de längst spelade jinglarna i Australien. 2003 markerade Aeroplane Jelly sin 75-årsdag med en nationell tävling för att spela in en ny version av jingeln och samla in pengar till Starlight Children's Foundation. En talesperson för McCormick beskrev det stora antalet bidrag som "överväldigande". Tävlingen vanns av Queensland's Palm Beach State School, som återinspelade jingeln med andrapristagaren Park Ridge Primary School från Victoria.
Reklambyråer i Brisbane kallade Aeroplane Jelly för en av de bästa och mest igenkänningsbara reklamslagorden från de senaste 40 åren, näst Morteins "Louie the Fly". I juni 2008 lades jingeln till bland National Film and Sound Archive's "Sounds of Australia".
"Bertie the Aeroplane" introducerades som Aeroplane Jellys maskot 1942. Bertie, som namngavs efter Bert Appleroth, sjöng jingeln på bioreklamen. Bertie var senare med i tv-reklamer och framträdde igen 1996 på jellyförpackningarna och Aeroplane Jellys webbplats.

## Produkter
Den australiska geléindustrin är värd ungefär $24 miljoner per år, och Aeroplane Jelly är marknadsledaren med 20 procent. Över 10 miljoner förpackningar säljs varje år av Aeroplane Jelly. 1953 introducerade Aeroplane Jelly Australiens första lågkalorigelé. Till ära för Australiens 200-årsjubileum (Australian Bicentenary) såldes gelén år 
1988 även med speciella australiska smaker så som Syzygium, Santalum acuminatum och Austromyrtus dulcis. Dessa smaker togs bort 1992.